# Негорелое
Негоре́лое (бел. Негарэ́лае) — агрогородок (в 1938—2009 годах — городской посёлок) в составе Негорельского сельсовета, в Дзержинском районе Минской области Беларуси.

## География
Находится на реке Перетуть в 10 км к юго-западу от Дзержинска, в 48 км от Минска. Местность вокруг Негорелого равнинная. Самая высокая точка находится на высоте 226 метров над уровнем моря, в 3,7 км к северу от Негорелого.
Окрестности агрогородка — это разнообразные сельскохозяйственные угодья и полевая растительность. Негорелое достаточно населенный пункт, плотность населения — 52 чел./км². Климат — умеренно-континентальный. Среднегодовая температура в агрогородке составляет — 4 ° С. Самый теплый месяц — август, когда средняя температура составляет — 18 °C, самый холодный — декабрь, когда средняя температура составляет -10 °C.
В агрогородке расположена одноимённая железнодорожная станция на линии Минск — Барановичи. Населённый пункт соединён автомобильными дорогами с Минском, Дзержинском, Барановичами, Уздой и Столбцами.

## История
Известен с XVI века как почтовая станция на дороге Минск-Новогрудок в Минском повете Минского воеводства ВКЛ. В 1588 году в составе Койдановского графства Радзивиллов.
С 1793 года после третьего раздела Речи Посполитой в составе Российской империи. После подавления польского восстания в 1831 году российские власти конфисковали Негорелое у Радзивиллов. Имение перешло к Ю. Абрамовичу, а в 1879 — к Э. Чапскому. В ноябре 1871 через Негорелое прошла Московско-Брестская железная дорога, открылась железнодорожная станция.
В конце XIX века тут были две водные мельницы и сырная фабрика. В начале XX века, на станции Негорелое грузили более 200 тысяч пудов зерна, дров и лесоматериалов.
Рабочие и крестьяне Негорелого участвовали в революции 1905—1907 годов. С 1908 деревне работало народное училище. Летом 1915 года тут произошли солдатские волнения солдат Западного фронта. Советская власть в посёлке установлена в середине ноября 1917 года. С 9 марта 1918 года в составе провозглашённой Белорусской Народной Республики, однако фактически находилась под контролем германской военной администрации.
С 1 января 1919 года в составе Советской Социалистической Республики Белоруссия, а с 27 февраля того же года в составе Литовско-Белорусской ССР, летом 1919 года деревня была занята польскими войсками, после подписания рижского мира — в составе Белорусской ССР..
В 1921—1939 годах — советская пограничная станция с заставой и таможней. С 1924 года — в Койдановском районе, с 1932 года — центр Негорельского сельсовета Дзержинского района. С 27 сентября 1938 года, Негорелое — городской посёлок в Минском, с 1939 года — в Дзержинском районах.

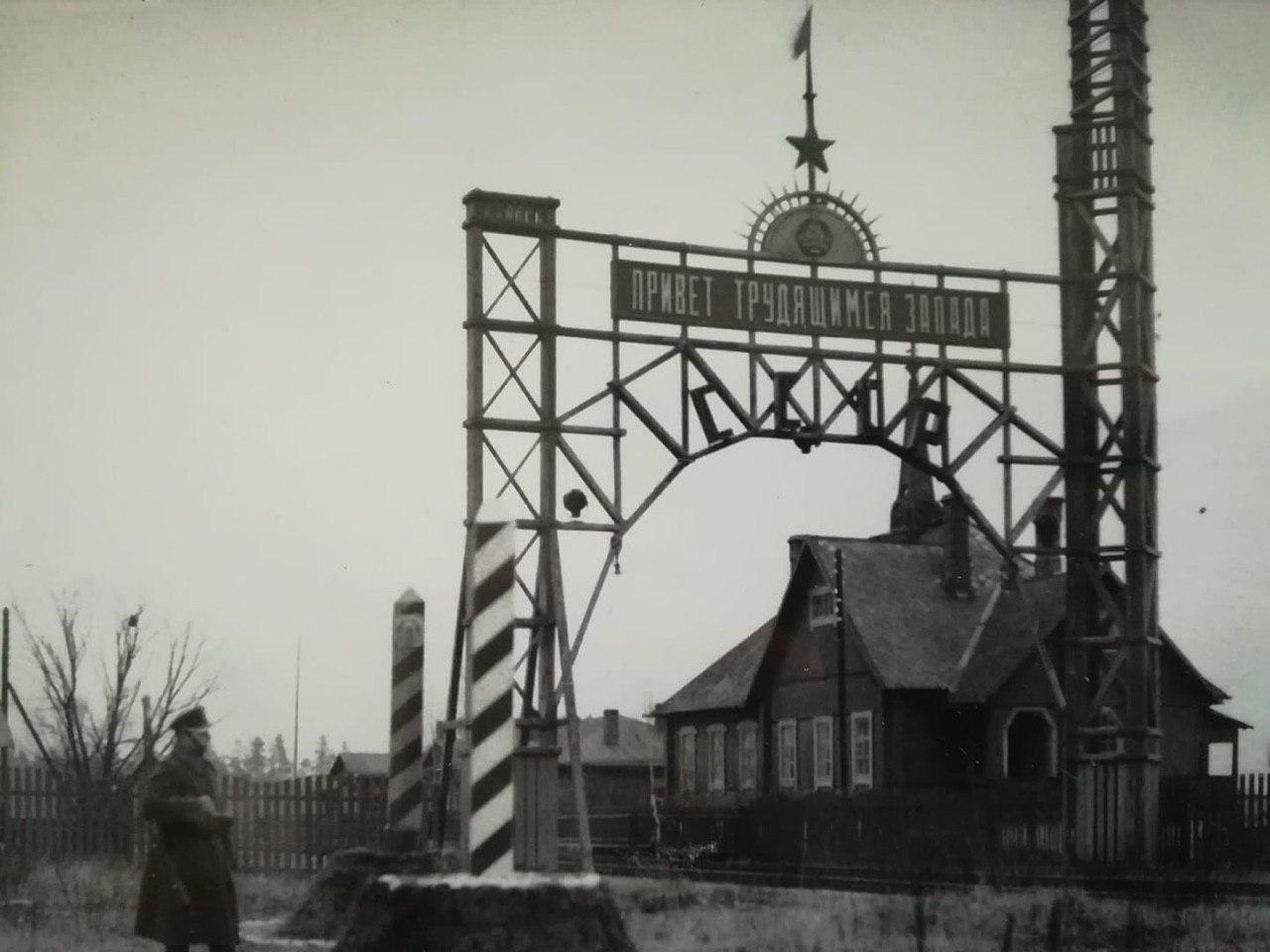
Советско-польская граница около станции Негорелое, 1921—1939 годы

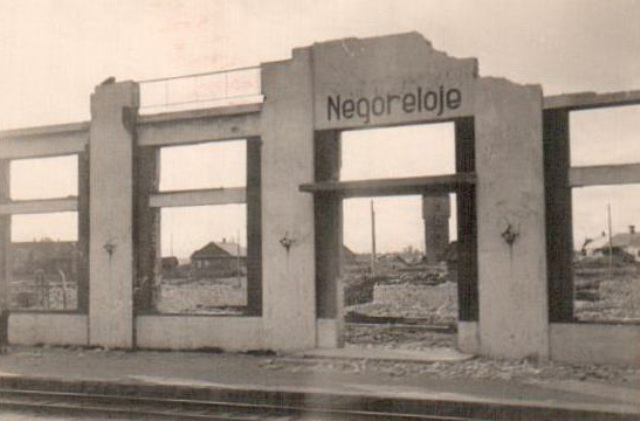
Разрушенное здание вокзала во время немецко-фашистской оккупации

На промежутке между 1921 и 1939 годами через этот населённый пункт проезжало порядка 10 тысяч человек в год. Отсюда начинались путешествия советских граждан на Запад, и это было первое, что видели иностранцы, прибывая в СССР. С тех пор в Негорелом сохранилось здание электростанции. Она давала электроэнергию на всё Негорелое до Колосова (тогда польского погранпункта). Здесь располагались два-три дизеля немецкого производства. До войны, по словам местных жителей, которые жили при самой железной дороге, поездов ходило мало: в сутки шел один советский пассажирский поезд до Столбцов и назад, и один польский — до Негорелого и назад, аналогичная ситуация была и с товарными поездами. Международное сообщение являлось пересадочным. В мае 1929 года в Негорелом состоялась встреча Янки Купалы и Максима Горького. В 1937 году, создана машинно-тракторная станция, построен гараж. В 1940 году насчитывались 36 тракторов. В 1920-х годах начал работать совхоз «Негорелое», а также появилась трудовая школа со 194 учениками и 2 преподавателями.
В годы Великой Отечественной войны оккупанты создали здесь концлагерь для советских военнопленных. Негорелое находилось под немецко-фашистской оккупацией с 28 июня 1941 года по 6 июля 1944 года. В Негорелом действовала группа Дзержинского коммунистического подполья. В годы оккупации в посёлке располагался немецкий гарнизон численностью 1161 человек, из них оргкомендатура — 61 человек, карательный отряд № 45357 — 220 человек (размещался в бывшей больнице), военная связь — 120 человек, отряд № 47445 — 220 человек, занимался распилкой леса, для ремонта шоссейных дорог, железнодорожников — 30 человек, жандармерии — 10 человек, полицейских — 11 человек, охрана моста через р. Перетуть — 60 человек. В соседних деревнях Клочки насчитывалось 120 военнослужащих, в Микуличах — 100 человек.
После окончания войны и послевоенных лет, Негорелое стало застраиваться, согласно генеральному плану 1972 года. Три жилых массива, расположены между автомобильной и железнодорожной магистралью. Застройка преимущественно одноэтажная, усадебного типа, но также построены несколько 2—3-этажных жилых домов.
30 октября 2009 года, городской посёлок Негорелое, был передан из состава Негорельского поссовета, центром которого являлся в состав Негорельского сельсовета. Сам же городской посёлок преобразован в посёлок. В 2012 году посёлок был преобразован в агрогородок Негорелое.

## Население
| Национальный состав населения (на 2009 год) | Национальный состав населения (на 2009 год) | Национальный состав населения (на 2009 год) | Национальный состав населения (на 2009 год) | Национальный состав населения (на 2009 год) |
| Национальность (чел.)                       |                                             |                                             | %                                           |                                             |
| ------------------------------------------- | ------------------------------------------- | ------------------------------------------- | ------------------------------------------- | ------------------------------------------- |
| белорусы — 814 чел.                         |                                             |                                             | 82.89 %                                     |                                             |
| русские — 126 чел.                          |                                             |                                             | 12.83 %                                     |                                             |
| украинцы — 22 чел.                          |                                             |                                             | 2.24 %                                      |                                             |
| поляки — 9 чел.                             |                                             |                                             | 0.92 %                                      |                                             |
| другие — 11 чел.                            |                                             |                                             | 1.12 %                                      |                                             |
| всего — 982 чел.                            |                                             |                                             | 100.0 %                                     |                                             |

Численность населения — 778 человек (на 1 января 2022 года). В сравнении с аналогичным периодом 2020 года, количество жителей сократилось на 4 человека (−0,05 %). Население Негорелого составляет 1,2 % от численности населения Дзержинского района и 14,1 % от населения Негорельского сельсовета.
| Численность населения (по годам) | Численность населения (по годам) | Численность населения (по годам) | Численность населения (по годам) | Численность населения (по годам) | Численность населения (по годам) | Численность населения (по годам) | Численность населения (по годам) |
| 1897                             | 1909                             | 1926                             | 1939                             | 1998                             | 1999                             | 2006                             | 2010                             |
| -------------------------------- | -------------------------------- | -------------------------------- | -------------------------------- | -------------------------------- | -------------------------------- | -------------------------------- | -------------------------------- |
| 63                               | ↗94                              | ↗445                             | ↗1078                            | ↗1300                            | ↘1114                            | ↘1000                            | ↘982                             |
| 2014                             | 2017                             | 2018                             | 2020                             | 2022                             |                                  |                                  |                                  |
| ↘821                             | ↘814                             | ↘806                             | ↘782                             | ↘778                             |                                  |                                  |                                  |

## Улицы
В агрогородке Негорелое насчитывается 12 улиц и переулков:
- Ленинская улица (бел. Ленінская вуліца) — главная, центральная улица;
- Набережная улица (бел. Наберажная вуліца);
- Железнодорожная улица (бел. Чыгуначная вуліца);
- Октябрьская улица (бел. Кастрычніцкая вуліца);
- улица Тельмана (бел. вуліца Тэльмана);
- Ленинский переулок (бел. Ленінскі завулак);
- Садовая улица (бел. Садовая вуліца);
- Заводская улица (бел. Заводская вуліца);
- Школьная улица (бел. Школьная вуліца);
- Школьный переулок (бел. Школьны завулак);
- Вокзальный переулок (бел. Вакзальны завулак);
- Октябрьский переулок (бел. Кастрычніцкі завулак)

## Экономика
В Негорелом расположен восковый завод, филиал "Механизированная колонна №3" ОАО "ЗАПАДЭЛЕТРОСЕТЬСТРОЙ" п. Энергетиков, лесное хозяйство, комбинат бытового обслуживания, а также завод по производству ульев и частный завод по производству мебели.

## Культура

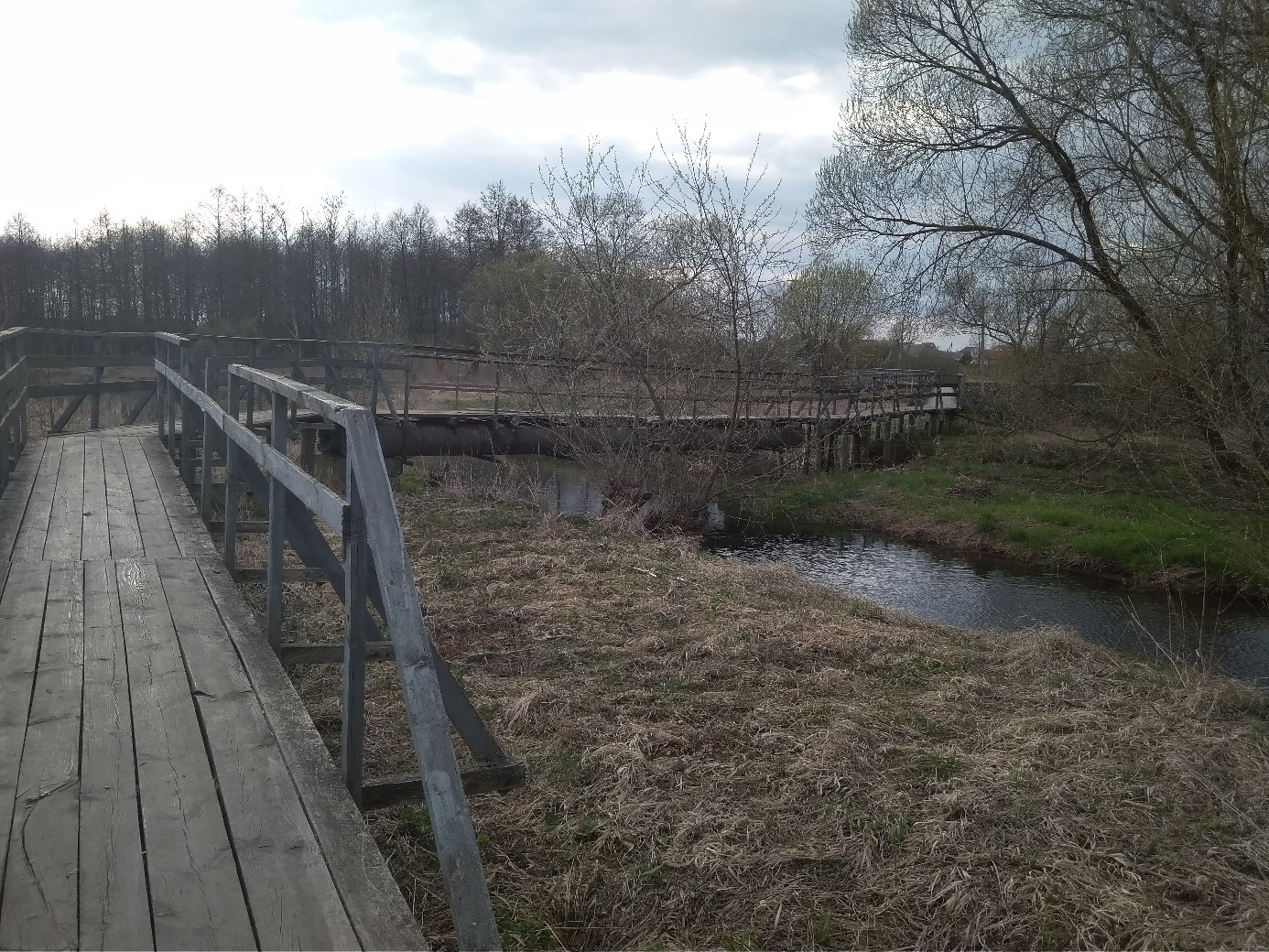
Река Перетуть, протекающая в Негорелом (мост в сторону д. Чурилы)

Административно-общественный и культурный центр расположен по улице Ленинской и Вокзальном переулке, сформирован зданиями исполнительного комитета бывшего поселкового Совета, Дома Культуры, кинотеатра «Заря» (до 2016 года), музыкальной школой и прочим. В Негорелом работают две средние школы, два детских сада, две библиотеки, поселковая больница.
Зоны отдыха — берега реки Перетуть и водохранилище в соседнем посёлке Энергетиков.
Расположен Музей истории станции Негорелое.

## Достопримечательности
- Электростанция (1937 года постройки);
- Водонапорная башня начала XX века;
- Железнодорожные служебные постройки конца XIX—начала XX веков;

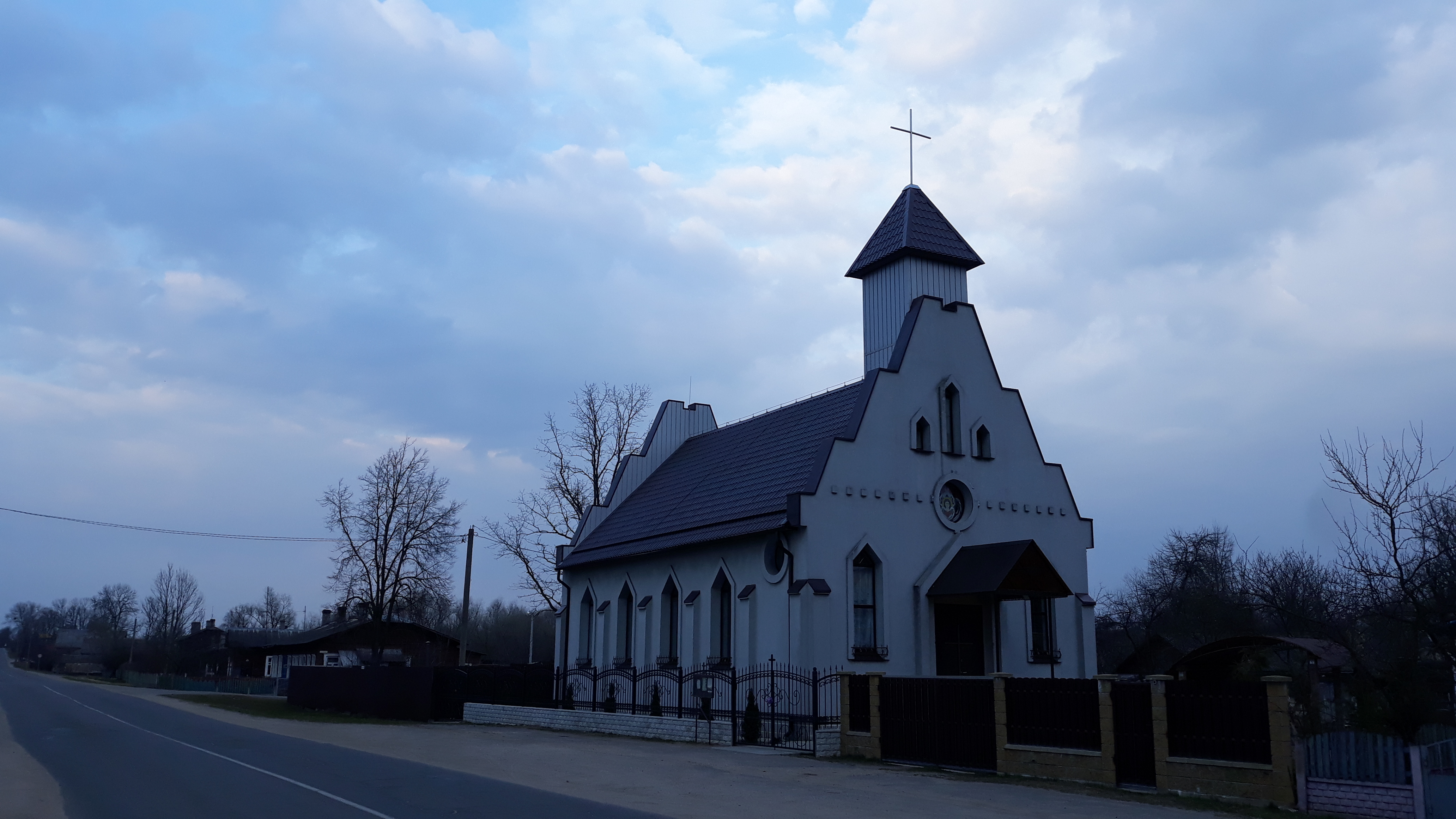

- Дом офицерского состава погранзаставы (1922 года постройки);
- Ранее находилась база хранения паровозов (станция Негорелое);
- Костёл Преображения Господнего.

На улице Ленинской также расположена братская могила советских воинов, где похоронены 74 солдат, которые сражались в июне—июле 1944 года за освобождение посёлка и соседних деревень от немецко-фашистских захватчиков, возле средней школы расположен обелиск (установлен в 1967 году) братской могилы, где похоронено более 1 500 советских военнопленных, убитых немецкими войсками в негорельском концлагере в 1941—1944 годах.
Жилые дома, построенные в центре посёлка Энергетик, построены в 1893—1899 годах, расположены перпендикулярно друг другу. Дома одноэтажные, прямоугольные, спроектированы по двухбоковой, секционной схеме. Углы зданий украшены лопатками. Каждая секция домов, рассчитана на две двухкомнатные квартиры. Жилые дома — пример «кирпичной» архитектуры.
На здании железнодорожной станции была установлена в 1968 году мемориальная доска Максиму Горькому в память его встреч с рабочими Белоруссии в 1928, 1929, 1931, 1932 годах, когда писатель проездом из Западной Европы в Москву, останавливался на приграничной станции Негорелое. Возле здания правления колхоза «Красное Знамя», в память погибших в Великую Отечественную войну 30 погибших жителей Негорелого установлен памятник землякам, включающий два обелиска.